# Шевченківська округа (Черкаська)
Шевче́нківська окру́га — адміністративно-територіальна одиниця УСРР, утворена 7 березня 1923 року у складі Київської губернії. Спочатку називалась Черкаською. Окружний центр — місто Черкаси.

## Історія
Утворена як Черкаська округа 7 березня 1923 року з окружним центром у Черкасах з частин Черкаського і Чигиринського повітів у складі 15 районів:
- Білозерський — з Дубнівської, Білозерської і Вергунівської (без села Думанці і Печаївка) волостей.
- Головківський — з Головківської, Ведмедівської і Суботівської (без сел Суботівки, Херсонки і Янич) волостей.
- Златопільський — з Златопільської (без села Веселий Кут і включаючи села Андріївку і Виноградівку на Одещині), Лебединської (без села Лебедин і Буди-Макіївської) волостей.
- Камінський — з Камінської волості.
- Лісківський — з Лісківської, Слобідської, Худяківської і частини Вергунівської (с. Печаївка і Думани) волостей.
- Матусівський — з Ташлицької, Матусівської і частини Лебединської (с. Лебедин і Буда-Макіївська) волостей.
- Олександрівський — з Олександрівської і Ставицлянської волостей.
- Прусязький — з Жаботинської, Райгородської і Прусязької волостей.
- Ротмистрівський — з Ротмистрівської і Орловецької волостей.
- Смілянський — з Смілянської, Яблунівської, Сунківської и Балакліївської волостей.
- Телепинський — з Телепинської, Оситнязької волостей.
- Триліський — з Триліської і Цвітнянської волостей.
- Трущанський — з Трущанської і Боровицької волостей.
- Черкаський — з Дахнівської і Русько-Полянської волостей і частини Мошненської.
- Чигиринський — з Шабельниківської, Рацівської і с. Суботів, Янич, Херсонка.

27 березня 1925 року:
- Білозерський район розформований, сільради приєднані:
  - Вергунська, Дубіївська і Степанківська до складу Черкаського району;
  - Білозерська і Хацкинська до складу Смілянського району.
- Трушівський район розформований, сільради приєднані:
  - Боровицька, Топилівська, Трушівська і Худоліївська до складу Головківського району;
  - Мордванська до складу Чигиринського району.
- Лісківський район розформований, сільради приєднані:
  - Лісківська, Думанецька, Цесарська, Ломоватська, Нечаївська і Худяківська до складу Черкаського району;
  - Сагунівська і Чернявська до складу Головківського району.
- Прусязький район розформований, сільради приєднані:
  - Михайлівська (Прусязька), Жаботинська, Лозачевківська, Райгородська і Флеорківська до складу Камінського району;
  - Березняцька і Плескачівська до складу Смілянського району;
  - Куликівська, Чубіївська до складу Головківського району.
- Триліський район розформований, сільради приєднані:
  - Цвітнянська до складу Чигиринського району;
  - Високо-Верещацька, Нижнє-Верещацька, Ново-Осоцька, Сонівська, Староосоцька, Триліська і Янівська до складу Олександрівського району.
- Телепинський район розформований, сільради приєднані:
  - Високо- і Нижнє-Оситнязька, Капітанівська, Пастирська, Писарівська, Рейментарівська і Тишківська до складу Златопольського району;
  - Баландинівська, Вербівська, Коханівська, Телепинська, Ульяницька і Росоховатська до складу Камінського району.
- центр Головківського району перенесений з с. Головківки до м. Медвідівки, Головківський район перейменований на Медвідівський.
- центр Ротмістрівського району перенесений з Ротмістрівки до Балаклеї, Ротмістрівський район перейменований на Балакліївський.

3 червня 1925 року до округи приєднані Канівський, Таганцький, Корсунський, Стеблівський, Вільшанський, Мокро-Калигірський, Шполянський, Городищенський та Мошнянський райони розформованої Шевченківської округи. До Канівського району також перейшли Григоровська, Потанцовська, Пищальниковська та Чернишевська сільради розформованого Ходорівського району Київської округи.
10 червня 1925 року до округи приєднані Гельмязівський, Піщанський, Золотоноський, Іркліївський і Чорнобаївський райони розформованої Золотоноської округи.
5 січня 1927 року Черкаська округа перейменована на Шевченківську.
Ліквідована 15 вересня 1930 року, райони передані в пряме підпорядкування УСРР. При цьому розформовані Ротмистрівський район з віднесенням території до складу Смілянського району, і Мокрокалигірський район з віднесенням території до складу Шполянського району.

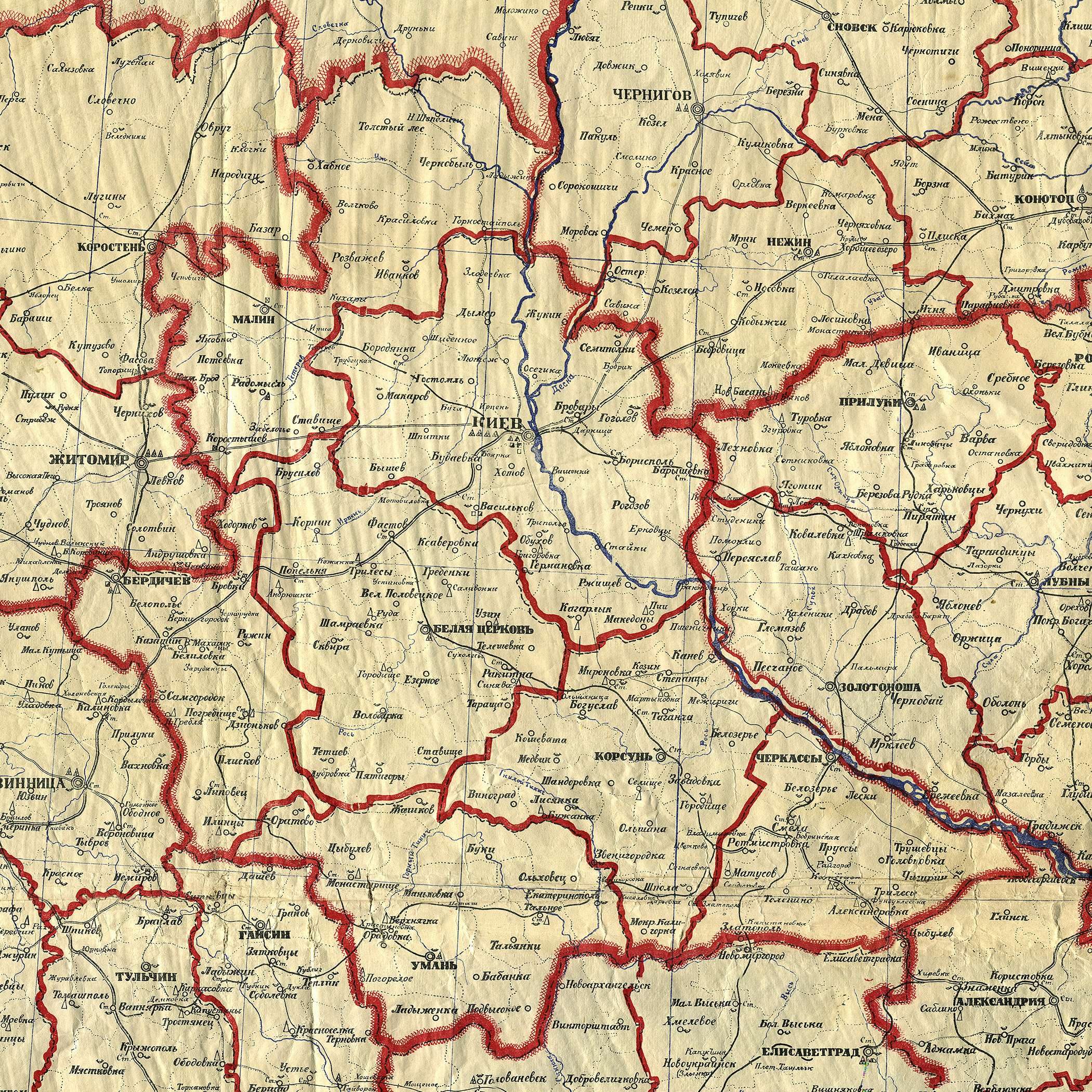
Карта Черкаської округи у складі Київської губернії, 1923
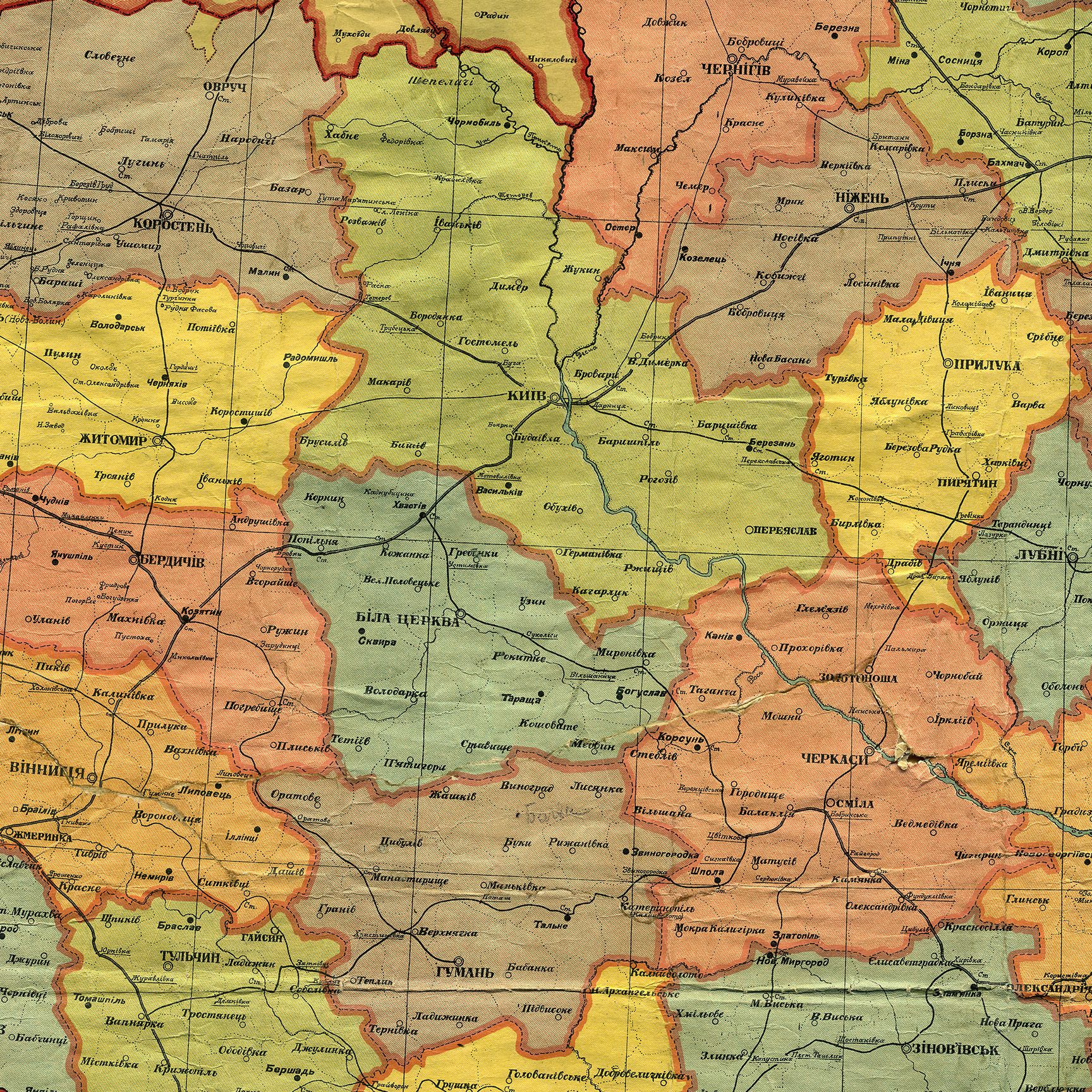
Карта Черкаської округи, адміністративні межі станом на 1 жовтня 1925
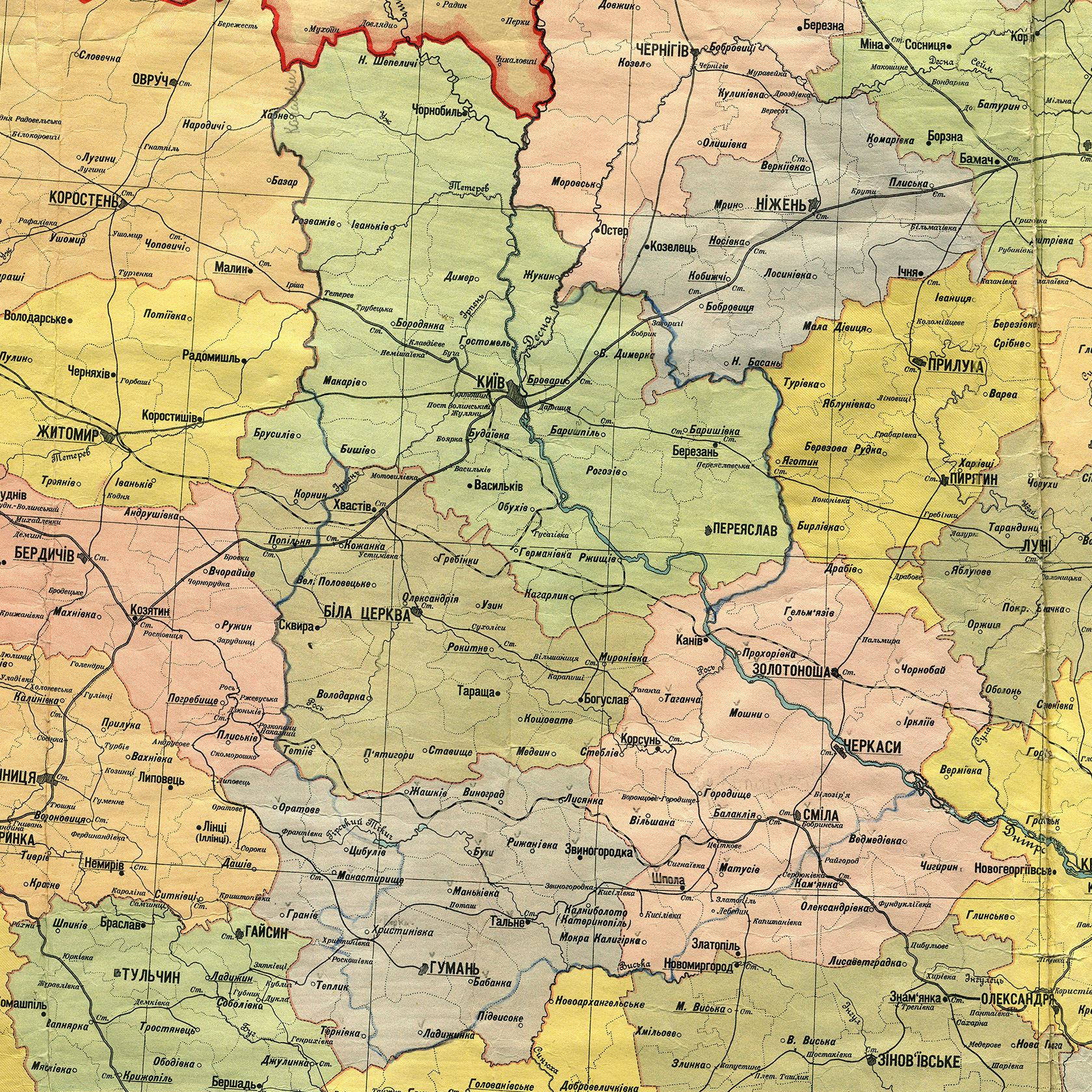
Карта Шевченківської округи, адміністративні межі станом на 1 березня 1927

## Райони
У складі округи в 1926 році було 23 райони:
- Балакліївський
- Вільшанський
- Гельмязівський
- Городищенський
- Златопільський
- Золотоніський
- Іркліївський
- Кам'янський
- Корсунський
- Канівський
- Матусівський
- Медведівський
- Мокрокалигірський
- Мошнинський
- Олександрівський
- Прохорівський
- Смілянський
- Стеблівський
- Таганчанський
- Черкаський
- Чорнобаївський
- Чигиринський
- Шполянський

## Населення
Згідно з Всесоюзним переписом населення 1926 року в окрузі проживало 1 137 783 чоловік (47,63 % чоловіків і 52,37 % жінок). З них 121 517 (10,68 %) були міськими, а 1 016 266 (89,32 %) сільськими жителями.

### Національний склад
За національним складом 94,8 % населення були українці, 3,9 % євреї, 0,8 % росіяни, інші національності загалом 0,4 %.
Населення та національний склад районів округи за переписом 1926 року
|                         | населення | українці | євреї | росіяни | поляки | інші |
| ----------------------- | --------- | -------- | ----- | ------- | ------ | ---- |
| м. Черкаси              | 39 511    | 62,0     | 27,6  | 8,6     | 0,7    | 1,2  |
| Олександрівський район  | 45 238    | 96,3     | 2,8   | 0,4     | 0,1    | 0,4  |
| Балакліївський район    | 45 787    | 99,0     | 0,3   | 0,3     | 0,0    | 0,3  |
| Гельмязівський район    | 45 093    | 99,1     | 0,4   | 0,3     | 0,0    | 0,2  |
| Городищенський район    | 57 179    | 96,6     | 2,2   | 0,4     | 0,1    | 0,6  |
| Златопільський район    | 49 428    | 90,5     | 8,0   | 0,9     | 0,3    | 0,3  |
| Золотоніський район     | 71 951    | 91,3     | 7,3   | 1,0     | 0,1    | 0,3  |
| Іркліївський район      | 46 963    | 99,5     | 0,1   | 0,2     | 0,0    | 0,1  |
| Кам'янський район       | 69 272    | 96,8     | 1,8   | 1,0     | 0,1    | 0,3  |
| Канівський район        | 40 603    | 96,0     | 3,4   | 0,2     | 0,0    | 0,3  |
| Корсунський район       | 54 975    | 94,7     | 4,5   | 0,5     | 0,1    | 0,2  |
| Матусівський район      | 36 389    | 98,8     | 0,1   | 0,7     | 0,1    | 0,2  |
| Медведівський район     | 48 400    | 99,5     | 0,1   | 0,2     | 0,0    | 0,2  |
| Мокрокалигірський район | 38 833    | 97,9     | 1,6   | 0,3     | 0,1    | 0,2  |
| Мошенський район        | 39 480    | 99,0     | 0,2   | 0,1     | 0,2    | 0,4  |
| Вільшанський район      | 46 403    | 96,9     | 2,3   | 0,2     | 0,2    | 0,3  |
| Піщанський район        | 31 497    | 99,4     | 0,1   | 0,2     | 0,0    | 0,3  |
| Смілянський район       | 71 667    | 88,5     | 8,3   | 2,1     | 0,4    | 0,6  |
| Стеблівський район      | 32 324    | 95,4     | 4,1   | 0,3     | 0,1    | 0,1  |
| Таганчацький район      | 43 347    | 97,3     | 2,0   | 0,3     | 0,2    | 0,1  |
| Черкаський район        | 51 240    | 99,4     | 0,1   | 0,3     | 0,0    | 0,3  |
| Чорнобаївський район    | 46 213    | 99,2     | 0,3   | 0,3     | 0,0    | 0,2  |
| Чигиринський район      | 44 856    | 98,6     | 1,0   | 0,2     | 0,0    | 0,2  |
| Шполянський район       | 41 413    | 86,0     | 13,0  | 0,6     | 0,2    | 0,2  |
| Шевченківська округа    | 1138 062  | 94,8     | 3,9   | 0,8     | 0,1    | 0,3  |

### Мовний склад
Рідна мова населення Шевченківської округи за переписом 1926 року
|                         | населення | українська | єврейська | російська | польська | інша |
| ----------------------- | --------- | ---------- | --------- | --------- | -------- | ---- |
| м. Черкаси              | 39 511    | 56,8       | 22,9      | 18,8      | 0,3      | 1,2  |
| Олександрівський район  | 45 238    | 96,2       | 2,7       | 0,4       | 0,1      | 0,5  |
| Балакліївський район    | 45 787    | 99,0       | 0,3       | 0,4       | 0,0      | 0,3  |
| Гельмязівський район    | 45 093    | 99,2       | 0,4       | 0,3       | 0,0      | 0,1  |
| Городищенський район    | 57 179    | 96,6       | 2,1       | 0,7       | 0,1      | 0,6  |
| Златопільський район    | 49 428    | 90,2       | 7,6       | 1,6       | 0,2      | 0,3  |
| Золотоніський район     | 71 951    | 91,5       | 5,9       | 2,2       | 0,0      | 0,3  |
| Іркліївський район      | 46 963    | 99,4       | 0,1       | 0,2       | 0,0      | 0,3  |
| Кам'янський район       | 69 272    | 96,8       | 1,8       | 1,2       | 0,0      | 0,2  |
| Канівський район        | 40 603    | 95,9       | 3,4       | 0,3       | 0,0      | 0,4  |
| Корсунський район       | 54 975    | 94,5       | 4,4       | 0,8       | 0,1      | 0,2  |
| Матусівський район      | 36 389    | 98,9       | 0,1       | 0,7       | 0,1      | 0,2  |
| Медведівський район     | 48 400    | 99,5       | 0,1       | 0,3       | 0,0      | 0,1  |
| Мокрокалигірський район | 38 833    | 97,8       | 1,5       | 0,4       | 0,0      | 0,3  |
| Мошенський район        | 39 480    | 99,0       | 0,2       | 0,3       | 0,1      | 0,5  |
| Вільшанський район      | 46 403    | 96,9       | 2,3       | 0,2       | 0,2      | 0,4  |
| Піщанський район        | 31 497    | 99,3       | 0,1       | 0,4       | 0,0      | 0,2  |
| Смілянський район       | 71 667    | 85,7       | 7,4       | 6,1       | 0,2      | 0,6  |
| Стеблівський район      | 32 324    | 95,5       | 4,0       | 0,3       | 0,1      | 0,1  |
| Таганчацький район      | 43 347    | 97,2       | 2,0       | 0,4       | 0,1      | 0,2  |
| Черкаський район        | 51 240    | 99,4       | 0,1       | 0,3       | 0,0      | 0,2  |
| Чорнобаївський район    | 46 213    | 99,1       | 0,2       | 0,3       | 0,0      | 0,4  |
| Чигиринський район      | 44 856    | 98,5       | 0,9       | 0,4       | 0,0      | 0,2  |
| Шполянський район       | 41 413    | 85,1       | 12,7      | 1,8       | 0,1      | 0,4  |
| Шевченківська округа    | 1138 062  | 94,4       | 3,5       | 1,7       | 0,1      | 0,3  |

## Керівники округи (1923—1930)

### Відповідальні секретарі окружного комітетуКП(б)У
- - Марголін Натан Веніамінович (.03.1923—30.08.1923),
  - Шарф (30.08.1923—.09.1923),
  - Павло (.09.1923—1923),
  - Аронський Емануїл Давидович (.01.1924—.04.1924),
  - Павло (.04.1924—.05.1924),
  - Собеський Владислав Адамович (.05.1924—1924),
  - Фільнов (1924),
  - Суханов Олександр Никифорович (1925—1926),
  - Мармуль М. О. (1926),
  - Ткаченко Остап Якович (1926—.03.1928),
  - Горбань Михайло Карпович (.03.1928—.03.1929),
  - Єрмаков Дмитро Семенович (1929),
  - Бегайло Роман Олександрович (.06.1929—.08.1930).

### Голови окружного виконавчого комітету
- - Гавеман Костянтин Костянтинович (.07.1923—.12.1923),
  - Собеський Владислав Адамович (.12.1923—.05.1924),
  - Яцевський Іван Петрович (.05.1924—1925),
  - Налімов Михайло Миколайович (1925—1926),
  - Крих Варфоломій Михайлович (1926—.08.1927),
  - Левкович Марія Остапівна (1927—.08.1930).